# X-Men (videogioco 1994)
X-Men è un videogioco d'azione basato sul gruppo di supereroi omonimo edito dalla Marvel Comics. Il gioco è stato pubblicato in America del Nord nel gennaio del 1994 esclusivamente per Game Gear.
In X-Men, la maggior parte dei membri del gruppo è stata catturata da Magneto: solo Wolverine e Ciclope riescono a sfuggire all'assalto attuato dal mutante avversario al quartier generale degli X-Men, e perciò sono gli unici personaggi ad essere selezionabili dal giocatore dall'inizio. Il compito del giocatore sarà quello di liberare i rimanenti membri degli X-Men, e potrà utilizzare loro e le loro abilità per sconfiggere Magneto.

## Modalità di gioco
Il giocatore sconfigge i nemici e si muove per i vari livelli tramite calci, pugni e salti. Le abilità mutanti possono essere attivate o disattivate, e consumano l'energia del personaggio giocante. Un nuovo personaggio utilizzabile dal giocatore viene sbloccato alla fine di ogni livello: tra questi sono presenti Tempesta, Rogue, Psylocke, Nightcrawler e l'Uomo Ghiaccio.
Sono presenti svariati nemici da sconfiggere dall'universo degli X-Men, inclusi Callisto, Sauron, Sebastian Shaw, Omega Red, una Regina Brood e, ovviamente, Magneto. Ogni boss ha il proprio livello basato su ambientazioni dai fumetti degli X-Men, tra cui i tunnel in cui vivono i Morlocks, la Terra Selvaggia, il Club infernale, Madripoor, il pianeta dei Brood e Avalon. Ogni livello è essenzialmente un labirinto di meraviglie tecnologiche e biologiche, o un misto delle due. Quando più X-Men vengono salvati, il personaggio giocante può essere sostituito con uno di essi durante la partita, e il giocatore può trarre vantaggio dalle diverse abilità dei personaggi in base al livello in cui si trova. Magneto è il boss finale del gioco.

## Accoglienza
Negli Stati Uniti, X-Men è stato il gioco per Game Gear più venduto nel febbraio del 1994.
Il gioco ha ricevuto una recensione altamente positiva da parte di GamePro, che ne ha parlato così: "X-Men Game Gear racchiude tutta l'azione e la grafica possibile in quattro mega di caos da fumetti Marvel. I livelli lunghi sono abbastanza complessi da mantenere alta la bolletta della batteria e la sfida è abbastanza forte da tenerti occupato sul sedile posteriore per quel lungo viaggio in auto fino a casa della nonna".

## Seguito
Nel 1995, Sega ha pubblicato un sequel del gioco, intitolato X-Men 2: Game Master's Legacy, esclusivamente per Game Gear.
Nel 1996 è uscito il terzo capitolo della serie, intitolato X-Men 3: Mojo World. Il gioco è stato pubblicato su Game Gear, ma anche su Sega Master System esclusivamente in Brasile, paese in cui è stato pubblicato dall'azienda Tec Toy.